# El tiempo de la felicidad
El tiempo de la felicidad es una película española de 1997 dirigida por Manuel Iborra.

## Argumento
Ambientada en los días en que el mundo se veía agitado por las voces de Bob Dylan, Janis Joplin o Leonard Cohen,
El tiempo de la felicidad nos presenta el verano en Ibiza de una familia cuyos miembros viven unos días de esos que dejan huella y suponen para siempre un antes y un después.

## Comentarios
El tiempo de la felicidad cuenta en su reparto con varios actores españoles jóvenes que luego se consagraron en el cine español.
La edición en DVD apareció en España en enero de 2007.
La casa que se muestra en la película es una casa de campo situada en S'Estelella, possessió situada cerca de la localidad de S'Estanyol de Migjorn (Llucmajor, Mallorca). Algunos vecinos fueron contratados como extras para aparecer en algunas escenas, aunque la mayoría de esas no se incluyeron en el montaje final.

## Palmarés cinematográfico
XII edición de los Premios Goya
| Categoría    | Persona                                              | Resultado  |
| ------------ | ---------------------------------------------------- | ---------- |
| Mejor sonido | Daniel Goldstein Ricardo Steinberg Eduardo Fernández | Candidatos |

Fotogramas de Plata 1997
| Categoría           | Persona         | Resultado |
| ------------------- | --------------- | --------- |
| Mejor actor de cine | Antonio Resines | Candidato |

## Reparto
| Actor/Actriz            | Personaje     |
| ----------------------- | ------------- |
| Verónica Forqué         | Julia         |
| Antonio Resines         | Fernando      |
| Pepón Nieto             | Cucho         |
| Silvia Abascal          | Verónica      |
| María Adánez            | Elena         |
| Carlos Fuentes          | Juan          |
| Liberto Rabal           | León          |
| Fele Martínez           | Ezequiel      |
| Clara Sanchis           | Susi          |
| Francisco Algora        | Cartero       |
| Vicente Haro            | Médico        |
| José Antonio Navarro    | Chófer Rodaje |
| María Carmen Romero     | Actriz        |
| Luis Fernández de Eribe |               |

- Datos: Q5826862